# 幕張豐砂站
幕張豐砂站（日语：／ Makuhari Toyosuna eki */?）是日本千葉縣千葉市美濱區濱田二丁目的一座東日本旅客鐵道（JR東日本）京葉線車站。這座車站位於京葉線新習志野站和海濱幕張站的中間，是零售商永旺集團對JR請願要求建設的車站，以改善附近的購物中心Aeon Mall幕張新都心的交通。2020年5月25日，JR東日本宣布將修建這座車站，成為京葉線自1990年之後新設的車站。車站本體的建設費用約130億日圓，由於是永旺請願修建的車站，永旺負擔這座車站半數的建設費用，JR東日本、千葉縣政府、千葉市政府各負擔這座車站六分之一的建設費用。JR東日本原則上並不負擔請願站的建設費，但因評估此次投資可收回成本，因此同意負擔部分費用。2023年3月18日建成开业。

## 相鄰車站
東日本旅客鐵道（JR東日本）
 京葉線
新習志野（JE 12）－幕張豐砂（JE 13）－海濱幕張（JE 14）

## 外部連結
- 车站资讯（幕张丰砂站） （页面存档备份，存于） - JR东日本
- 幕張新都心拡大地区新駅設置協議会 （页面存档备份，存于） - 千葉市